# Накагусуку (замок)

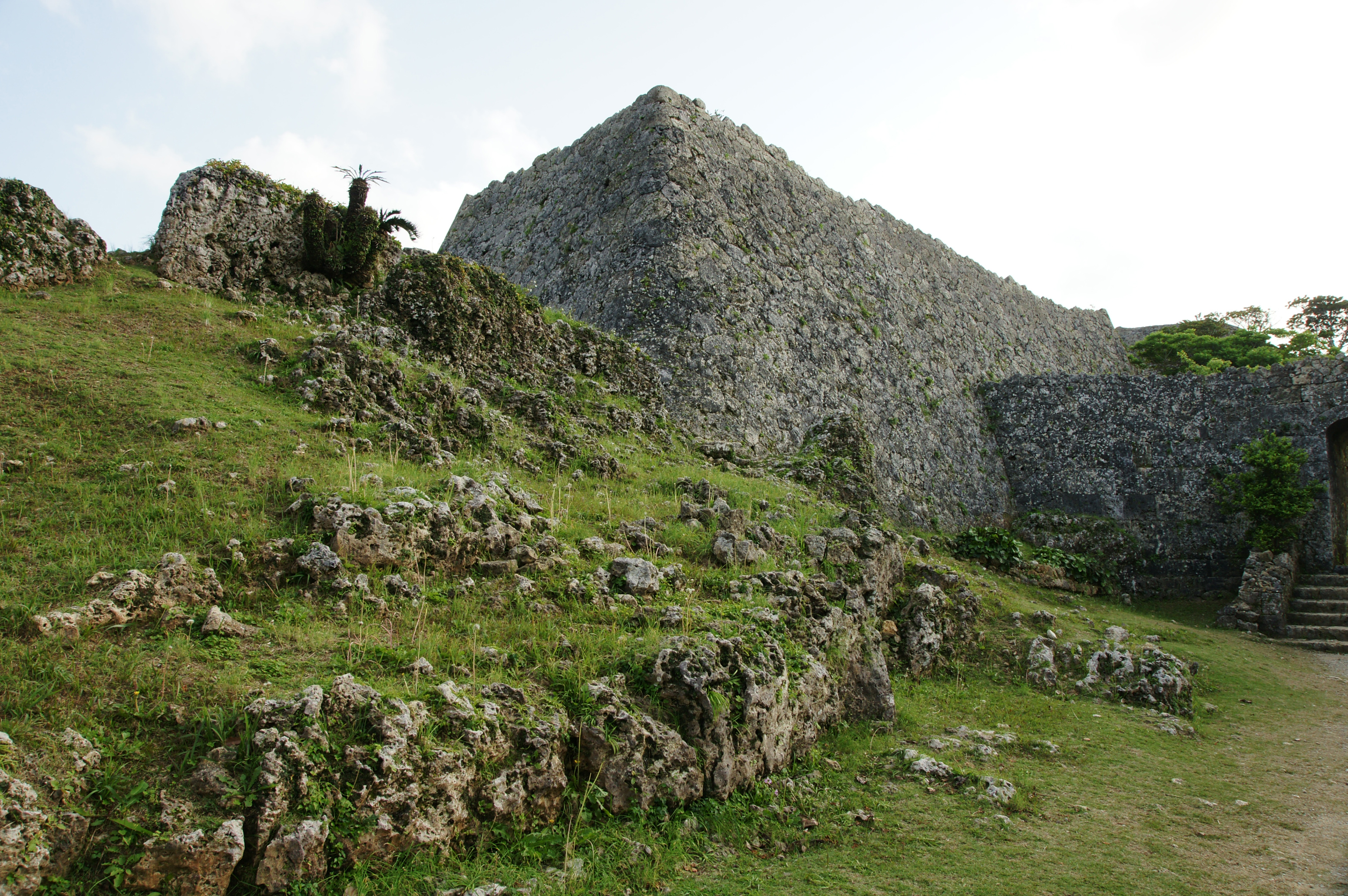
Замок Накагусуку

Накагусуку (中城城) — замок на острове Окинава, Япония, один из гусуку (замков королевства Рюкю), расположенных на острове.

## История
Создателем замка был легендарный полководец Госамару для защиты от атак лорда Амавари из замка Кацурэн. Амавари атаковал замок в 1458 году и победил Госамару. Замок использовался до 1611 года. 
Князь Госамару был оклеветан знатным соседом Амавари, сумевшим убедить короля Сюри в том, что Госамару собирает войска против своего властелина. Король послал собственные войска, и Госамару предпочел самоубийство выступлению против законного властелина. Натиск времени и восстание Амавари в 1458 году выдержали только стены замка. 
От замка открывается превосходный вид на восточное побережье центральной Окинавы. Замок стоит на высоте, с которой взгляду открывается Тихий океан.

## Архитектура
Три главных двора, окруженных высокими крепостными стенами, соединены переходами.

## Современное время
В настоящее время остались руины. Тем не менее, замок Накагусуку входит в список 100 лучших замков Японии. В 2000 году этот замок был зарегистрирован в качестве Мирового наследия ЮНЕСКО.